# العلاقات الآيسلندية الكازاخستانية
العلاقات الآيسلندية الكازاخستانية هي العلاقات الثنائية التي تجمع بين آيسلندا وكازاخستان.

## مقارنة بين البلدين
هذه مقارنة عامة ومرجعية للدولتين:
| وجه المقارنة                                              | آيسلندا          | كازاخستان                      |
| --------------------------------------------------------- | ---------------- | ------------------------------ |
| المساحة (كم2)                                             | 103.00 ألف       | 2.72 مليون                     |
| عدد السكان (نسمة)                                         | 317.35 ألف       | 17.95 مليون                    |
| الكثافة السكانية (ن./كم²)                                 | 3.08             | 6.6                            |
| العاصمة                                                   | ريكيافيك         | نور سلطان                      |
| اللغة الرسمية                                             | اللغة الآيسلندية | اللغة القازاقية، اللغة الروسية |
| العملة                                                    | كرونة آيسلندية   | تينغ كازاخستاني                |
| الناتج المحلي الإجمالي (بليون دولار)                      | 23.91 مليار      | 159.41 مليار                   |
| الناتج المحلي الإجمالي (تعادل القوة الشرائية) بليون دولار | 15.79 مليار      | 439.39 مليار                   |
| الناتج المحلي الإجمالي الاسمي للفرد دولار أمريكي          | 50.17 ألف        | 10.51 ألف                      |
| الناتج المحلي الإجمالي للفرد دولار أمريكي                 | 46.55 ألف        | 24.23 ألف                      |
| مؤشر التنمية البشرية                                      | 0.899            | 0.788                          |
| رمز المكالمات الدولي                                      | +354             | +7                             |
| رمز الإنترنت                                              | .is              | .kz، .қаз ‏                     |
| المنطقة الزمنية                                           | 00، أوروبا/لندن ‏ | ت ع م+05:00، ت ع م+06:00       |

## منظمات دولية مشتركة
يشترك البلدان في عضوية مجموعة من المنظمات الدولية، منها:
| علم المنظمة | اسم المنظمة                               | تاريخ انضمام آيسلندا | تاريخ انضمام كازاخستان |
| ----------- | ----------------------------------------- | -------------------- | ---------------------- |
|             | الاتحاد البريدي العالمي                   | ?                    | ?                      |
|             | يونسكو                                    | 8 يونيو 1964         | 22 مايو 1992           |
|             | البنك الدولي للإنشاء والتعمير             | 27 ديسمبر 1945       | 23 يوليو 1992          |
|             | وكالة ضمان الاستثمار متعدد الأطراف        | 25 سبتمبر 1998       | 12 أغسطس 1993          |
|             | الاتحاد الدولي للاتصالات                  | 1 أكتوبر 1906        | 23 فبراير 1993         |
|             | منظمة الشرطة الجنائية الدولية             | ?                    | ?                      |
|             | مؤسسة التمويل الدولية                     | 20 يوليو 1956        | 30 سبتمبر 1993         |
|             | مجموعة الموردين النوويين                  | ?                    | ?                      |
|             | الأمم المتحدة                             | 19 نوفمبر 1946       | 2 مارس 1992            |
|             | منظمة الأمن والتعاون في أوروبا            | 25 يونيو 1973        | 30 يناير 1992          |
|             | مؤسسة التنمية الدولية                     | 19 مايو 1961         | 23 يوليو 1992          |
|             | الفريق المعني برصد الأرض                  | ?                    | ?                      |
|             | منظمة حظر الأسلحة الكيميائية              | ?                    | ?                      |
|             | المركز الدولي لتسوية المنازعات الاستشارية | 14 أكتوبر 1966       | 21 أكتوبر 2000         |

## وصلات خارجية
- موقع وزارة الخارجية الآيسلندية
- موقع وزارة الخارجية الكازاخستانية